# Parti pour la construction de l'État de Taïwan
Le Parti pour la construction de l'État de Taïwan (en chinois : 台灣基進), fondé le 15 mai 2016, est un parti politique taïwanais.
En octobre 2021, Chen Po-wei (en), le premier et seul député du parti au Yuan est démis de ses fonctions après un référendum sur sa révocation (zh).

## Résultats électoraux

### Élections législatives
| Année | Voix    | %    | Sièges  | Gouvernement |
| ----- | ------- | ---- | ------- | ------------ |
| 2020  | 447 286 | 3,16 | 1 / 113 | Opposition   |
| 2024  | 32 583  | 0,24 | 0 / 113 |              |